# SFR Presse (service)
Cet article concerne le kiosque numérique. Pour le groupe de presse, voir SFR Presse.
SFR Presse était un kiosque numérique proposé par Altice France, lancé en avril 2016 jusqu'en septembre 2020, développé par miLibris, qui proposait une offre de magazines et de quotidiens numérique en accès illimité. Il était disponible sous forme d'application mobile (Android, iOS) mais aussi sur le web.
SFR Presse était inclus gratuitement dans certains forfaits SFR / RED by SFR (souscrits avant avril 2018). Cette option a été supprimée avec le remplacement du service.
Le service devient payant en juillet 2018 et a été remplacée par Cafeyn en juillet 2020.

## Historique
En juin 2016, à la suite de la signature d’un accord avec Toutabo (exploitant du kiosque numérique ePresse), SFR Presse enrichit son offre à 23 titres supplémentaires, comptant désormais 40 titres,
En février 2017, le catalogue s'enrichit avec notamment Le Figaro, Elle, Paris Match, Télé 7 jours et La Voix du Nord. Ce qui porte à 65 le nombre de titres disponibles sur SFR Presse. Quelques jours plus tard, Alain Weill, patron de SFR Média, annonce la forte augmentation du nombre de téléchargements de titres, à savoir 80 000 à 100 000 par jour.
En mai 2017, SFR Presse intègre les titres du Groupe Amaury soit L'Équipe, France Football et Vélo Magazine.
En juin 2017, en même temps que l'annonce du projet de cessions de certains titres du Groupe L'Express, SFR annonce un nombre de téléchargements de titres qui atteint jusqu'à 120 000 téléchargements par jour.
En juin 2018, SFR annonce revoir son service de kiosque en proposant non plus les journaux numériques directement au format PDF, mais désormais un flux personnalisable d'articles de ces mêmes journaux. Le service devient optionnel et payant (10€/mois chez RED ou non-client SFR ; 5€/mois chez SFR), puisqu'il n'est en effet plus inclus gratuitement dans les forfaits SFR depuis avril 2018. De plus, les éditeurs ne seront plus payés 25 à 45 centimes par exemplaire téléchargé (200 000 exemplaires par jour, actuellement), mais désormais par un montant fixe forfaitaire. Environ 50 titres sont présents contre environ 80 titres auparavant.
Cette nouvelle version de SFR Presse fait l'unanimité contre elle[réf. nécessaire]. La nouvelle offre est lancée en juillet 2018.
En mai 2020 à la suite du désengagement du groupe Altice dans la presse ces dernières années, le service SFR Presse est sur le point d'être cédé. L'acheteur serait son concurrent Cafeyn.
Le 22 juin 2020 Cafeyn annonce l'acquisition de miLibris et récupère donc le service SFR Presse, qui est transféré vers Cafeyn. Un accord a toutefois été conclu avec SFR, qui intègre les bouquets de Cafeyn dans ses offres.
Le 21 juillet 2020, le service SFR Presse n'est plus accessible.
Le service est définitivement arrêté en septembre 2020.

## Titres disponibles
Environ 50 en juin 2018
Actualités : Aujourd'hui en France, Le Figaro, Le Journal du dimanche, L'Express, Libération ;
Économie et High-Tech : 01net, Challenges, Dossier Familial, Jeux vidéo Magazine, The Game ;
People : Ici Paris, Paris Match, Point de Vue, Public ;
Féminin : Cosmopolitan, Elle, Le journal des femmes, L'Express Dix, Madame Figaro, Marie Claire, Marie France ;
Sport : Auto Moto, France Football, La Voix des Sports, L'Équipe, Midi olympique Rouge, Midi olympique Vert, Vélo Magazine ;
Santé - Bien-être - Famille : Parents, Pep's, Santé Magazine, Zen et bien dans ma vie ;
Culture - Loisir - Découverte : Classica, Détours en France, Jazz Magazine, Lire, Pianiste, Sciences et Avenir, Secrets d'histoire ;
Décoration et jardin : Campagne décoration, Côté Est, Côté Ouest, Côté Paris, Côté Sud, Détente Jardin, Le Journal de la maison, Maison Créative, Maison et Travaux, Mon Jardin Ma Maison ;
Cuisine : Cuisine a&d, My Cuisine, My Cuisine Hors-Série, Régal ;
Jeunesse : Jeux vidéo Magazine Junior, Le P'tit Libé ;
Presse régionale : Corse-Matin, Courier picard, Journal de l'île de la Réunion, La Dépêche du Midi, La Provence, La Voix du Nord, Le Parisien, L'Union - L'Ardennais, Midi libre, Nice-Matin, Sud Ouest ;
Anciens titres disponibles
- Le Figaro Magazine
- Mieux vivre votre argent, L'Expansion
- Télé Star, Télé 7 jours
- Biba, Pleine Vie, Modes et travaux, Pep's Magazine, L'Appart, Stylist, Hair Beauty
- L'Auto-Journal, Le magazine L'Équipe, Tiercé magazine, Midi olympique Magazine, Loto Foot Magazine
- Top Santé
- Studio Ciné Live, À Nous Paris, Voyage de Luxe, Chats d'amour, Travel Extra Magazine
- Le Journal de Mickey, Picsou Magazine, Disney Girl, L'Étudiant
- La Montagne, L'Indépendant, Sud-Ouest Dimanche